# Lishui
Lishui (kinesisk: 丽水市, pinyin: Líshuǐ Shì) er en by på præfekturniveau i den sydvestlige del af provinsen Zhejiang i Folkerepublikken Kina. Den grænser til Quzhou, Jinhua og Taizhou i nord, Wenzhou i sydøst, og provinsen Fujian i sydvest. Præfekturet har et areal på 17.298 km², og en befolkning på 2.530.000 mennesker, med en tæthed på 146 indb./km² (2007).

## Administration
Lishui administerer et distrikt, et byamt, seks amter og et autonomt amt.
- Bydistriktet Liandu (莲都区)
- Byamtet Longquan (龙泉市)
- Amtet Qingtian (青田县)
- Amtet Jinyun (缙云县)
- Amtet Yunhe (云和县)
- Amtet Qingyuan (庆元县)
- Amtet Suichang (遂昌县)
- Amtet Songyang (松阳县)
- Det autonome amt Jingning She (景宁畲族自治县)

## Trafik
Kinas rigsvej 330 løber gennem området. Den fører mod nordvest fra Wenzhou i Zhejiang til Shouchang i Jiande i samme provins.